# Wayne MacVeagh

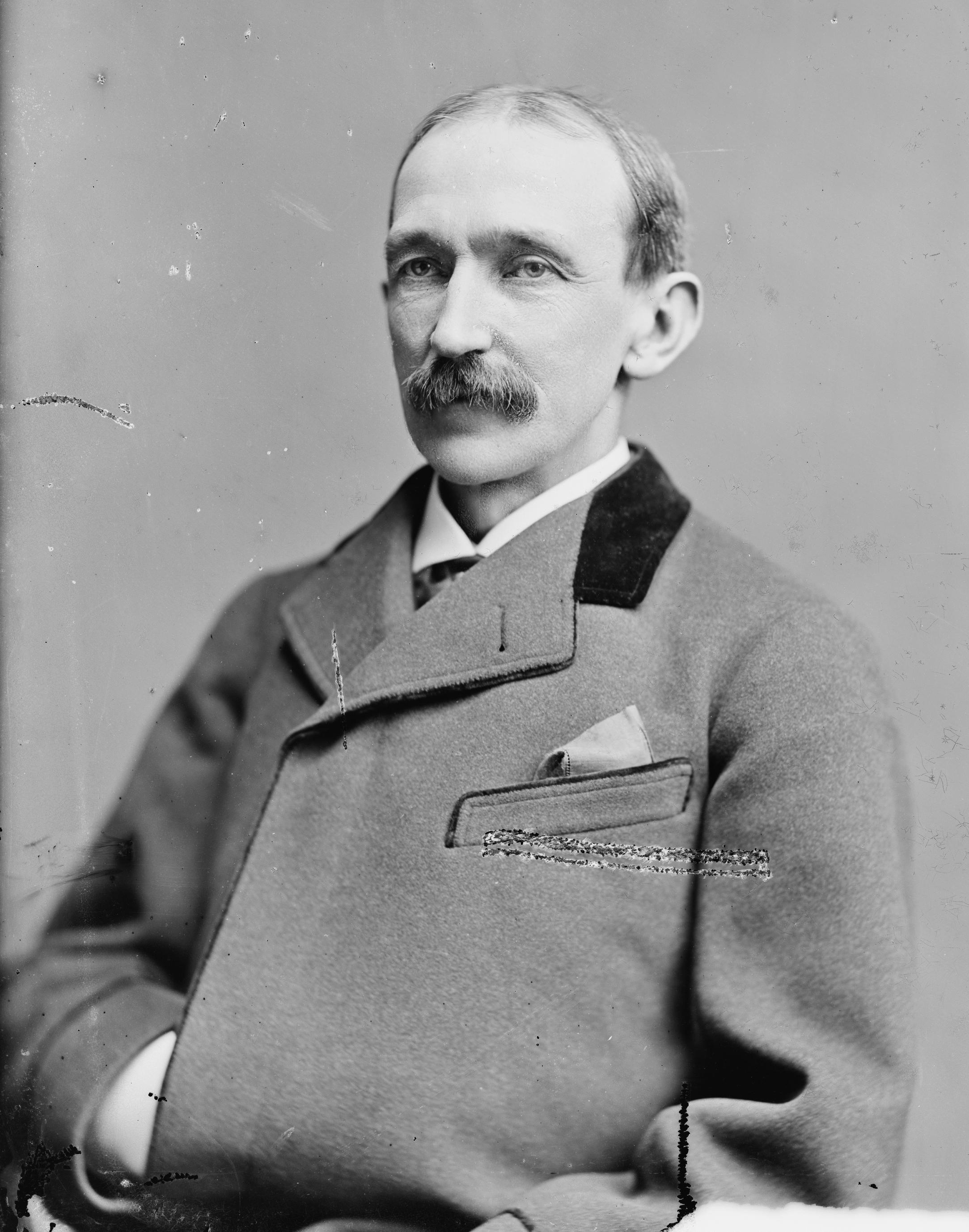
Wayne MacVeagh

Isaac Wayne MacVeagh (* 19. April 1833 in Phoenixville, Chester County, Pennsylvania; † 11. Januar 1917 in Washington, D.C.) war ein US-amerikanischer Jurist, Diplomat, Politiker und Justizminister (Attorney General).

## Studium, berufliche Laufbahn und Sezessionskrieg
Wayne MacVeagh absolvierte zuerst ein allgemein bildendes Studium an der Yale University, das er 1853 als Zehntbester seines Jahrgangs mit einem Bachelor of Arts (B.A.) beendete. Im Anschluss daran studierte er die Rechtswissenschaften und schloss 1856 mit der Zulassung zum Rechtsanwalt ab.
Nach einer dreijährigen Tätigkeit als Anwalt war er von 1859 bis 1864 Bezirksstaatsanwalt im Chester County. Während des Sezessionskrieges war er Führer von Milizeinheiten, mit denen es ihm 1862 und 1863 gelang, das Eindringen von Einheiten der Armee der Konföderierten Staaten zu verhindern. Während des Bürgerkrieges stieg er zum Hauptmann der Infanterie und Major der Kavallerie auf. 1876 gründete er eine Anwaltskanzlei in Philadelphia.

## Politische und diplomatische Laufbahn

### Beginn der politischen Laufbahn
Noch während des Krieges begann er seine politische Laufbahn bei der Republikanischen Partei, deren Vorsitzender in Pennsylvania er 1863 war. 1870 wurde er als Nachfolger von Edward Joy Morris Gesandter im Osmanischen Reich. Von diesem Amt trat er jedoch bereits nach einem Jahr aus Protest gegen die Behandlung der Republikaner durch Präsident Ulysses S. Grant zurück. Danach fiel der Posten in Konstantinopel an George Henry Boker.
1871 war er bei einer innerparteilichen Auseinandersetzung Gegner seines Schwiegervaters Simon Cameron für die Nominierung als Kandidat für den US-Senat. 1872 und 1873 war er Mitglied der Verfassungsgebenden Versammlung von Pennsylvania. 1877 wurde er von Präsident Rutherford B. Hayes zum Vorsitzenden der MacVeagh-Kommission ernannt, die die Proteste in Louisiana gegen die Amtsführung von Hayes zu Gunsten des Rückzugs von Regierungstruppen verhandeln sollte.

### Justizminister unter Präsident Garfield und spätere Ämter
Am 5. März 1881 berief ihn US-Präsident James A. Garfield als Attorney General in sein Kabinett. Allerdings trat er von diesem Amt im Anschluss an die Ermordung von Garfield am 15. Dezember 1881 zurück.
Anschließend war er zeitweise Vorsitzender der Kommission zur Reform des öffentlichen Dienstes in Pennsylvania. Nach der Unterstützung des Demokraten Grover Cleveland bei der Präsidentschaftswahl 1892 war er im Anschluss an dessen Wahl von 1893 bis 1897 als Nachfolger von William Potter Botschafter der Vereinigten Staaten in Italien. Allerdings kehrte er schon 1896 zu den Republikanern zurück. 1897 nahm er zunächst seine Tätigkeit als Anwalt wieder auf, wurde jedoch bald darauf auch Rechtsberater des District of Columbia.
1903 wurde er Chefrechtsberater der Vereinigten Staaten vor dem Ständigen Schiedshof in Den Haag in einem Schadensersatzverfahren gegen Venezuela, bei dem es um die Rückzahlung von Krediten Venezuelas an Deutschland, Großbritannien und Italien ging.
Sein jüngerer Bruder Franklin MacVeagh war Finanzminister unter Präsident William Howard Taft.